# Biedziesława
Biedziesława(?), Biecsława, Biecława – staropolskie imię żeńskie, złożone z członów Biedzie- ("zmuszać, skłaniać, zwyciężać" lub "biedzić się") i -sława ("sława").
Biecsława imieniny obchodzi 19 lutego.
Forma męska: Biedziesław, Biecsław, Biecław